# Serralongue
Serralongue település Franciaországban, Pyrénées-Orientales megyében. Lakosainak száma 243 fő (2022. január 1.). Serralongue Albanyà, Saint-Laurent-de-Cerdans, Coustouges, Lamanère, Le Tech és Prats-de-Mollo-la-Preste községekkel határos.

## Népesség
A település népessége az elmúlt években az alábbi módon változott:
| Lakosok száma | 225  | 227  | 234  | 226  | 223  | 219  | 227  | 235  | 243  |
|               | 2013 | 2015 | 2016 | 2017 | 2018 | 2019 | 2020 | 2021 | 2022 |